# Платанија
Платанија (итал. Platania) је насеље у Италији у округу Катанцаро, региону Калабрија.
Према процени из 2011. у насељу је живело 921 становника. Насеље се налази на надморској висини од 744 м.

## Становништво
Према резултатима пописа становништва 2011. у општини је живело 2.232 становника.
| 1931. | 1936. | 1951. | 1961. | 1971. | 1981. | 1991. | 2001. | 2011. |
| ----- | ----- | ----- | ----- | ----- | ----- | ----- | ----- | ----- |
| 4.086 | 4.091 | 4.814 | 4.161 | 3.267 | 3.094 | 3.016 | 2.423 | 2.232 |